# Alejandristas
Los Alejandristas fueron un grupo de filósofos del Renacimiento italiano liderados por Pietro Pomponazzi (1462–1525), cuyos seguidores se sujetaban a la explicación aristotélica De anima impartida por Alejandro de Afrodisias (siglos II y III).
Alejandro sostenía que el De anima negaba la inmortalidad individual
, considerando al alma como una entidad mortal debido a su esencia material, conectada orgánicamente con el cuerpo. Los Alejandristas discrepaban con Tomás de Aquino y sus adeptos, por interpretar lo de Aristóteles como una parábola, aseverando que el alma individual es inmortal. Disentían también con los Averroistas latinos, quienes afirmaban que el intelecto individual es reabsorbido después de la muerte dentro del intelecto eterno.
los alejandristas decían que las  cosas pueden ser dicho como propio e impropio mortal o inmortal.